# Javier Lombardo
Javier Lombardo (Buenos Aires, 16 de junio de 1959) es un actor de cine, teatro y televisión argentino.

## Carrera
Lombardo estudió en la Escuela Nacional de Arte Dramático y para libretista de radio y televisión en el Iser; cursó seminario de dirección con Jaime Kogan; de dramaturgia con Mauricio Kartún; de clown con Cristina Moreira y estudios musicales (guitarra y percusión).
En la pantalla chica realizó varios programas humorísticos, ciclos y telenovelas siendo el más reconocido su personaje de Santos Tomini en la super ficción Padre Coraje de 2004 protagonizados por Facundo Arana, Nancy Dupláa y Carina Zampini.
En cine actuó en películas como El dedo en la llaga, dirigida por Alberto Lecchi con Darío Grandinetti; Papá es un ídolo junto a Guillermo Francella y Millie Stegman; India Pravile con Lito Cruz; Dolores de casada que protagonizó junto a Mirta Busnelli y con dirección de Juan Manuel Jiménez y Uno con Carlos Belloso y Luciano Cáceres, donde encarnó al Padre Sergio Gallo. En 2016 estelarizó la película El peor día de mi vida de Daniel Alvaredo.
Actuó en decenas de publicidades como las de Telefónica, Hola Argentina, Talca, Gent Travel, Yerba Mate Boca Juniors, Cif, Unicenter Shopping, Mono Bingo y Helados Kibon, entre muchas otras.  
En 2008 se le diagnosticó Parkinson, enfermedad que pudo aliviar a base un tratamiento que, además de ejercicios y buena alimentación, requiere medicación. Desde 2011 hasta 2013 condujo un ciclo radial llamado Faro del alma en Radio América (AM 1190), programa que lo ayudó mucho para entender y reflexionar sobre su problema de salud.
En 2013 ganó el Premio como mejor actor en el Festival Nacional de Cortometrajes Tandil 2013 con el cortometraje De cómo Hipólito Vázquez encontró magia donde no buscaba.

## Filmografía
- 2016: Maldito Seas Waterfall![5]
- 2016: El peor día de mi vida
- 2013: De cómo Hipólito Vázquez encontró magia donde no buscaba (cortometraje)
- 2012: Puerta de Hierro, el exilio de Perón
- 2012: Uno
- 2011: Orillas
- 2005: Ella o yo (cortometraje)
- 2004: Dolores de casada
- 2003: Sueños atómicos
- 2003: Un día en el paraíso
- 2003: El favor
- 2003: India Pravile
- 2002: Historias mínimas
- 2002: El descanso
- 2000: Papá es un ídolo
- 1996: El dedo en la llaga

## Televisión
- 2012: :Presentes
- 2007: El capo
- 2007: Los cuentos de Fontanarrosa
- 2005: Botines
- 2005: Conflictos en red
- 2005: Sueños mágicos
- 2005: Como encendida
- 2005: Un cortado
- 2005: Doble vida
- 2004: CQC
- 2004: Padre Coraje[6]
- 2003: Durmiendo con mi jefe
- 2002: Kachorra
- 2000: Campeones de la vida
- 1999: Lucho & Tito
- 1998: Lo tuyo es mío como el Suboficial Lombardo.
- 1998: Ojitos verdes
- 1997: Naranja y media
- 1995: Pin Ball
- 1994: De la cabeza
- 1993: Vivo con un fantasma
- 1991: El Paparazzi Increíble pero Rial
- 1990: 360: Todo para ver
- 1990: Videomatch

## Teatro
- Vereda sucia (1982)
- Educando a Rita
- ¿En qué cuento estamos?
- Gorriona
- El alma de papa
- Cómico, Stand Up 2
- La mueca social show
- Terapia (comedia en tres sesiones y un Diagnóstico)[7]